# Федерація ушу/гунфу та цігун України
Громадська організація «Федерація ушу/гунфу та цігун України» (ФУГЦУ) (рік заснування 1988) — українська спортивна федерація. Є співзасновником Спортивного Комітету України. ФУГЦУ здійснювала представництво Міжнародної федерації ушу (IWuF) та Європейської федерації ушу (EWuF) в Україні до 2008 року. Її керівники були асесорами EWuF, що надавали міжнародні атестаційні категорії з ушу на території Європи. ФУГЦУ була повним членом Міжнародної федерації ушу (IWuF) та Європейської федерації ушу (EWuF) з 1993 р. до 2008 року. Статус «національна» надано у 1998 р., продовжено у 2002 р., закінчився у 2006 році.

## Адреса Федерації
- Київ, вул. Кибальчича, 11-Вадреса вебсайту: www.wushu.org.ua.

## Керівництво Федерації
Президент — Матулевський Микола Анатолійович, президент Федерації ушу/гунфу та цігун України, президент Федерації куошу України, президент Європейської федерації кунгфу (EKF), віце-президент Міжнародної федерації кунгфу (IKFF), Заслужений тренер України, Майстер спорту України міжнародного класу, суддя Міжнародної категорії, багаторазовий чемпіон світу з традиційного ушу та кунгфу, майстер 8 дану кунгфу (EKF), 5 дану ушу (CWA) та 5 дану куошу (ICKF).
Головний тренер збірних команд — Солодиліна Людмила Яківна, голова Комітету з таолу Міжнародної федерації кунгфу (IKFF), президент Федерації кунгфу України, Заслужений тренер України, Майстер спорту України міжнародного класу, головний тренер збірних команд України з кунгфу, суддя Міжнародної категорії, багаторазова чемпіонка світу та Європи з традиційного ушу та кунгфу, майстер 8 дану кунгфу (EKF), 5 дану ушу (CWA) та 5 дану куошу (ICKF).

## Коротка історія розвитку ушу в Україні.[3]
Федерація ушу/гунфу та цігун України створена першою серед, так званих, федерацій зі східних єдиноборств у 1988 році при Держкомспорті УРСР, і до тепер, є громадською організацією, що об'єднує 25 обласних осередків в тому числі мм. Київ, Севастополь та АР Крим. Понад 10 тисяч людей захоплених ушу від малюків до літніх людей регулярно займаються цим древніми, і в водночас, актуальними і сьогодні різноманітними вправами: понад 130 видами кулачного мистецтва, володіння зброєю, оздоровлення та загартування.
Початок широкого розповсюдження і розвитку ушу набуває у 80-90-х роках ХХ століття, коли до України приїздило чимало знаних і досвідчених спеціалістів з КНР. Так професори ушу Уханьского інституту фізичної культури з провінції Хубей Цян Пей Лун, Гао Гуан Вень, Ху Ке Вень протягом року викладали основи ушу в Київському державному інституті фізичної культури та спорту та плідно співпрацювали з ФУГЦУ та Київською федерацією ушу/гунфу.
Чималий внесок у розповсюдження ушу зробили на Харківщині викладачі Лі Цзя Вень, на Одещині Го Сюн Мо, на Донеччині Фен Шао Йі, на Запоріжжі професор ушу Чжоу Чжи Хуа та багато інших. Такі відомі викладачі та методисти як Сі Яо Цзо з Тайюаня (провінція Шансі), Вен Лі з Уханя (провінція Хубей), Ван Пей Хун з Шанхая заклали основи методики викладання та щедро ділились досвідом багаторічної роботи.
Популяризація цігун на Україні, як методик оздоровлення та психофізичних вправ спрямованих на гармонізацію духу і тіла, поправу належить майстру цігун з провінції Анхой Чен Ван Пену, який у 90-х роках провів чимало семінарів та лікувальних сеансів у м. Києві і залишив по собі велику спадщину.
Починаючи з 1990 року в нашій країні проводяться національні чемпіонати, кубкові змагання, турніри та першості. Перший чемпіонат України відбувся у 1990 році у м. Харкові. Перший кубок України відбувся у 1991 році у м. Дніпропетровську.
З 1992 року ФУГЦУ розроблені і введені до державної системи Єдиної спортивної класифікації розрядні нормативи всіх рівнів від юнацьких до вищих спортивних розрядів. На наступний олімпійський цикл 2005—2008 рр. у дію вступили нові нормативи та вимоги.
Перші «Правила українських змагань з ушу/гунфу», що цілком відповідали міжнародним правилам, були запроваджені у 1989 році. Остання редакція всеукраїнських правил змагань узгоджена Держкомспортом України 02 березня 2001 року, а з 2005 року «Правила …» доповнились не тільки нововведеннями, але й розширенням програми змагань.
Фахівцями ФУГЦУ створені унікальні методики викладання ушу для дітей дошкільного віку, які запроваджені у ряді дитячих закладів і успішно пройшли випробування часом. На замовлення Держкомспорту України у 1996 році була створена і запроваджена «Учбова програма для ДЮСШ та СДЮСШор з ушу/гунфу» (автори — Солодиліна Л. Я. та Матулевський М. А.). У тому ж році при Головному управлінні по фізичній культурі та спорту КМДА була відкрита ДЮСШ з ушу на базі Центру воїнських мистецтв «Форма», одного з кращих оздоровчо-спортивних центрів у Європі, який діє вже 20 років у Дніпровському районі м. Києва. Відкриті та працюють відділення з ушу у ДЮСШ в у Одеській, Київській, Волинській, Запорізькій, Донецькій, Миколаївській областях та м. Севастополь.
Кількість суддів (по категоріях): 43 (3 МК, 8 НК, 12 перша категорія, 14друга категорія, 16 третя категорія).
В Україні працює розроблена спеціалістами ФУГЦУ «Програма розвитку ушу/гунфу на 2005—2008 рр.».

## Проблемні питання Федерації
У 2005 році, всупереч діючого законодавства, в Україні було створено ще одну федерацію (паралельну структуру) з ушу, яка протягом наступних двох років усіма засобами, в тому числі: депутатськими запитами, наклепницькими статтями у ЗМІ, тролінгом у соцмережах та іншими засобами намагалась отримати статус «національної федерації» з виду спорту ушу. При тодішньому керівництві Міністерство молоді та спорту України (міністр Ю. Павленко) у 2008 році, незважаючи на виграні ФУГЦУ судові процеси, статус, рішенням конкурсної комісії, було передано іншій організації. ФУГЦУ продовжила свою діяльність і за судовим позовом на дії Мінмолодьспорту України, потягом двох років, довела незаконність передачі статусу іншій структурі у суді першої інстанції та у апеляційному суді. Рішення судів, реорганізованим Мінсім'ямолодьспортом України, так і не було виконані.
З 2011 року ФУГЦУ представляє нашу країну у Міжнародній федерації куошу (ICKF), Європейській федерації куошу (ECKF) та у Міжнародній федерації тайцзицюань (WTCCF).

## Міжнародна діяльність ФУГЦУ
Як вид спорту, ушу починає свою історію в Європі з 1985 р. (час заснування EWuF), а у світі з 1991 р. (час заснування IWuF). Перший чемпіонат Європи серед юнацтва відбувся у 2003 р. (Антверпен, Бельгія), в ньому взяли участь 13 країн. Перший чемпіонат світу серед юнацтва відбувся у 2006 р. (Куала Лумпур, Малайзія), в ньому взяли участь 45 країн.
Участь національної збірної команди України з ушу/гунфу у міжнародних змаганнях починається з 1990 року з міжнародного турніру Москва-90, що проходив у Росії. Збірна команда України двічі (1998, 2000 рр.) вигравала чемпіонати Європи, у 1996 та 2004 рр. посідала третє загальнокомандне місце, у 2002 р. — друге. У 1995 році збірна команда виборола Кубок Європи. У 2000, 2001, 2002, 2003 та 2005 рр. була володарем кубків Світу з традиційних ушу/гунфу. У фестивалі-турнірі, що проходив у Ченчжоу (КНР) у 2004 році, збірна команда України виборола вісім золотих, дві срібні, дві бронзові нагороди. На 1-у чемпіонаті Європи серед молоді, що проходив у Антверпені (Бельгія) у 2003 році молодіжна збірна команда України посіла друге загальнокомандне місце. На 2-у чемпіонаті Європи серед молоді (Катанія, Італія, 2005 рік) — третє загальнокомандне місце виборовши, загалом, 45 медалей різного ґатунку. У 1999 році (Гонконг, КНР) чемпіоном Світу у ваговій категорії . (саньшоу) став Ш. Магомедов (м. Київ). На 8-у чемпіонаті Світу, що проходив у грудні 2005 року у В'єтнамі (Ханой) спортсмени національної збірної команди України вибороли два третіх місця. На 1-у чемпіонаті Світу серед молоді у 2006 р. (Куала Лумпур, Малайзія) спортсмени України вибороли 1 бронзову нагороду. На 2-у чемпіонаті Світу з традиційних ушу (Чженчжоу, КНР) збірна команда виборола загалом 34 нагороди, серед яких 11 — золотих. На 11-у чемпіонаті Європи (Ліньяно, Італія) спортсмени України вибороли 9 нагород, з яких 3 — золоті.
У 2007 році спортсмени Федерації вже здобули яскраві перемоги на міжнародних змаганнях у Китаї, Італії та Польщі. Загалом було здобуто, лише золотих медалей 39! Кращим юніором Європи у травні визнано киянку Олександру Денисенко, а у змаганнях серед майстрів три перших місця виборола Людмила Солодиліна!
В липні 2007 року у Києві відбулись 1-і Європейські спортивні Ігри. Завдячуючи високим спортивним досягненням ФУГЦУ ушу було включено до їх програми. Чемпіонами 1-х Європейських спортивних Ігор в індивідуальних видах програми стали: К. Матулевський (м. Київ), А. Коваль (Київська область), Т. Назаренко (м. Київ). Українські спортсмени, загалом, здобули 7 золотих, 5 срібних та 2 бронзових нагороди.
Призерами чемпіонатів світу були: О. Сильвестрова (м. Київ), Ю. Бесараб (м. Київ), К. Матулевський (м. Київ), О. Кадігрова (Запорізька область), О. Нізамутдінова (Київська область), Т. Назаренко (м. Київ), А. Коваль (Київська область), І. Степанченко (м. Київ), М. Ємельяненко (м. Київ), О. Веселка (м. Київ). Чемпіонами та призерами Європи, володарями Кубків Європи у розділі саньшоу (поєдинки) були: А. Куянцев (м. Одеса), В. Селезньов (м. Одеса), Є. Філінський (м. Житомир), В. Однорог (м. Київ), М. Вершина (м. Запоріжжя), Є. Пєлих (м. Херсон), В. Прудников (м. Херсон), А. Вінокуров (м. Дніпропетровськ), К. Каспров (м. Черкаси), С. Кравченко (м. Херсон), М. Канівець (м. Черкаси), І. Івасюк (м. Київ); у розділі таолу (комплекси) — О. Юшков (м. Київ), К. Петрусенко (м. Київ), А. Сівак (м. Київ), Р. Кузений (м. Київ), Р. Бесєдін (м. Харків), Ю. Волкова (м. Київ), М. Данченко (м. Запоріжжя), Д. Сидоренко (м. Запоріжжя), В. Сидоренко (м. Київ), В. Лютенко (м. Запоріжжя). За ці роки підготовлено 79 Майстрів спорту України та 27 Майстрів спорту міжнародного класу. Почесним званням «Заслужений тренер України» відзначено роботу 8 тренерів ФУГЦУ.